# Les Voisins querelleurs
Les Voisins querelleurs (ou De windmakers en néerlandais) est le quarante-septième album de bande dessinée de la série Bob et Bobette.  Il porte le numéro 126 de la série actuelle et est une suite directe de l'album précédent, Les Diables du Texas.
Il a été écrit par Willy Vandersteen et publié dans De Standaard et Het Nieuwsblad du 22 août 1959 au 31 décembre 1959.

## Synopsis
Lambique voit apparaître les lettres P.P.A. sur les murs de la maison et reçoit également du courrier aux mêmes initiales. En plus, ses amis et lui sont envahis par des escargots. Pour résoudre ces mystères Sidonie et Lambique, et leurs voisins les Boomerang – qu'ils n'aiment pas du tout – élaborent toutes sortes de plans. Ils finissent par se réconcilier et organisent une fête pour célébrer l'événement. Mais les bandits Stan et Ston les guettent...

## Personnages
- Bobette
- Bob
- Lambique
- Sidonie
- Jérôme
- Théophile Boomerang
- Célestine

## Anecdotes
- Dans la version originale en néerlandais, quand Jérôme entend que Christophe Colomb a découvert l'Amérique, il dit : « Toujours pensé que c'était Marnix Gijsen » , une référence au livre de Gijsen Ontdek America (1927), ainsi qu'à l'émission de radio De Stem uit Amerika de Gijsens.
- Le garçon français dans cet album est une caricature de Charles de Gaulle (sans sa moustache).